# Anne-Mie Van Kerckhoven
Anne-Mie Van Kerckhoven, née à Anvers le 5 décembre 1951  est une artiste belge flamande, également connue sous le nom d'AMVK, qui produit une œuvre considérable composée de dessins, peintures, collages, vidéos et installations. Elle s'exprime également par la musique, notamment avec le groupe Club Moral (en).  
Elle travaille beaucoup sur la représentation des femmes dans les médias de masse, manipule des images de femmes, en fait des collages, d'abord manuels puis numériques, abordant les questions de sexualité et de pornographie d'un point de vue féminin et remettant en question les normes et conventions culturelles liées au désir, au pouvoir et à la sexualité. Elle combine les systèmes et terminologies scientifiques et technologiques avec des concepts philosophiques et ses propres expériences en tant que femme et artiste. 
Anne-Mie Van Kerckhoven vit et travaille à Borgerhout (Anvers) et à Berlin.

## Biographie

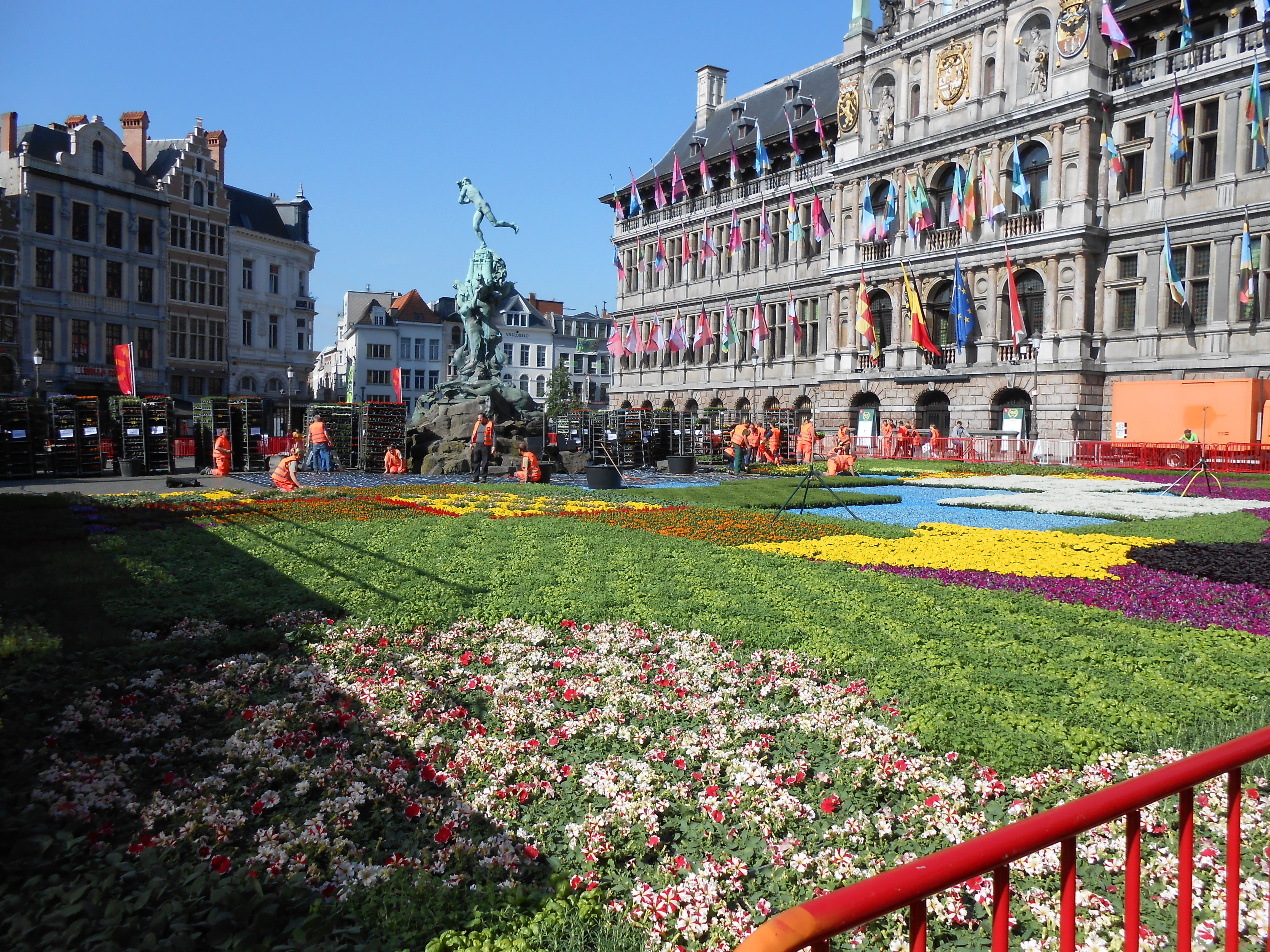
Tapis de fleurs Grote Markt et façade de drapeaux Hôtel de Ville, Anvers : un design d'AMVK, 2015

Anne-Marie Edmond Madeleine Van Kerckhoven est née à Anvers le 5 décembre 1951. 
Elle étudie le graphisme à l'Académie des Beaux-Arts d'Anvers,. Dans les années 70, elle fait partie de la scène underground belge. Depuis le début des années 1980, elle crée une œuvre abondante de dessins, animations, films, textes, de la musique et des dessins sur ordinateur, qu'elle présente dans des installations multimédias. 
En 1981, elle fonde Club Moral (en) là la fois groupe de musique bruitiste  et lieu de performances à Anvers, avec son mari Danny Devos,. En 2007, elle poursuit son développement musical dans le cadre du projet Bum Collar. Club Moral est déclaré mort par ses fondateurs en 2015 mais le groupe continue de donner des concerts avec Anne-Mie Van Kerckhoven à l'électronique.   
Depuis 1982, elle est représentée par la galerie  Zeno X (en) à Anvers et, depuis 1999 par la Galerie Barbara Thumm à Berlin.
En 2003, elle reçoit le Prix des arts visuels et le Prix de la Communauté flamande dans le domaine des arts visuels. 
A l'occasion du 450e anniversaire de l'hôtel de ville d'Anvers en 2005, elle réalise une installation de 67 drapeaux reliant le bâtiment et le traditionnel tapis de fleurs de la ville. Pour le tapis, elle innove dans les couleurs et les motifs, créant une allégorie de la ville. Elle offre ensuite les drapeaux au Musée de sculptures de Middelheim. 
En 2005, elle publie The HeadNurse-files. À l'aide de prises de vues d'installations, de séquences de films et d'images artistiques, ce livre propose un aperçu des différents projets entre 1995 et 2004.  Un an plus tard, en 2006, elle est invitée à Berlin pour un an par le Deutscher Akademischer Austauschdienst, DAAD Berlin, un programme d'artistes en résidence. Pour la saison 2007-2008, elle réalise les images des affiches pour les représentations de Het Toneelhuis.   
Au printemps 2010, Anne-Mie Van Kerckhoven est le personnage clé de l'exposition Parallellepipeda au musée M de Louvain, qui met en évidence la relation entre la science et l'art, avec des œuvres en plexiglas, des dessins, des films et des installations récentes.
En 2022, avec deux autres femmes belges, elle témoigne de son vécu de l'avortement, au moment où ce droit est menacé dans de nombreux pays.
La même année, elle est nommée Docteure Honoris Causa de l'Université d'Anvers.

## Œuvre artistique
L’œuvre de Anne-Mie Van Kerckhoven est particulièrement diversifiée. Elle se sent à l'aise dans de nombreux médias mais son travail est toujours très coloré, hiérarchisé, féministe et très critique envers la société. Elle s'intéresse aux relations entre l'art, la science, la politique et les thèmes sociaux, remettant en question les normes et conventions culturelles liées au désir, au pouvoir et à la sexualité. Elle combine les systèmes et terminologies scientifiques et technologiques avec des concepts philosophiques et ses propres expériences en tant que femme et artiste . Elle interroge l'obscénité et la pornographie d'un point de vue féminin mais refuse de prendre une position moralisatrice. Elle met en scène des femmes fortes, sûres d’elles, comme une alternative au nu féminin de la tradition artistique,,,.  

## Expositions personnelles (sélection)
- 1995 : Anne-Mie Van Kerckhoven, Zeno X, Anvers
- 1996 : Morele Herbewapening / Moral Rearmament, Kunsthalle Lophem
- 1998 : HeadNurse, Zeno X, Anvers
- 1999 : Nursing care, in melancholy stupor, Musée d'art contemporain, Anvers
- 2000 : Prober5, Galerie Barbara Thumm, Berlin
- 2003 :
  - In Dreams, Galerie Barbara Thumm, Berlin
  - Dieper, Kunsthalle Lophem[7]
  - AntiSade, Zeno X, Anvers
- 2004 : How reliable is the brain? Neuer Aachener Kunstverein, Aix-la-Chapelle
- 2005 : AMVK - EZFK, Europaisches Zentrum für Futuristic Art, Kunsthalle Berne
- 2006 : Veerkracht thuis !, Objectif_exhibitions, Anvers
- 2007 : 
  - Oh, the Sick Lady / Ah, the Sick Lady (Explodes from Within), Galerie Barbara Thumm, Berlin
  - Über das ICH (Willkür und Transzendenz) and a lot of fun, Daadgalerie Berlin
- 2008 : Nothing More Natural, WIELS, Bruxelles[15]
- 2009 : 
  - Nothing More Natural, Kunsthalle Nuremberg[4], Frac des Pays de Loire, Carquefou[16]
  - On Mars the Rising Sun is Blue,  Zeno X, Anvers[17]
- 2010 : Parallellepipeda, Musée M, Louvain[10]
- 2011 : In a Saturnian World, Renaissance Society, Chicago[18]
- 2012 : Meesteres van de Horizont, Kunstmuseum aan Zee, Ostende [18]
- 2014 : 3 Carrels (Degenerate Customized Solutions), Zeno X,Anvers )
- 2015 : 
  - Serving Compressed Energy with Vacuum, Kunstverein Munich[19]
  - Anne-Mie Van Kerckhoven. Love Shack, Yale Union, Castillo/Corrales, Paris-Belleville[3]

- 2017 : What Would I Do in Orbit? Kunstverein Hanovre[20]
- 2018 : AMVK, rétrospective, MuHKA, Anvers[21]
- 2019 : Umweit von Dir, Galerie Barbara Thumm, Berlin[22]
- 2022 : Placenta Saturnine Bercail, Exposition rétrospective, Zeno X, Anvers[23],[24]

## Expositions collectives (sélection)
- 1992 : Woord en Beeld, MuHKA, Anvers
- 1999 : Trouble spot.painting, MuHKA/NICC
- 2000 : Die Verletzte Diva, Galerie im Taxispalais
- 2004 : 
  - Dream Extensions, SMAK, Gand
  - Dear ICC, MuHKA, Anvers
- 2006 : 
  - Extremities. Flemish art in Vladivostok, Artetage,  Vladivostock
  - I Walk the Lines, Galerie Barbara Thumm, Berlin
- 2009 : A story of the image: Old and New Masters from Antwerp,Musée national de Singapour

## Distinctions
- 2003 : Prix de la Communauté flamande pour les arts visuels[7].
- 2015 : Prix Sabam pour les arts visuels[25].
- 2022 : Doctorat honorifique de l'Université d'Anvers pour mérite général[26],[12].

## Publications
- (en) avec Patrick Van Rossem (dir.), Headnurse Files, Objectif_Exhibitions vzw, 2005  (ISBN 978-9080849334)
- (en) avec Suzanne Neubauer (éd.), Dirk Snauwaert (contr.), Nothing More Natural, Cologne, Walther König, 2009  (ISBN 978-3865605283)
- (nl) avec Leen Huet (texte), Gouden appels, Amerika, 2021  (ISBN 978-9075995169)
- (en) Serving Compressed Energy with Vacuum, Roma Publications, 2015  (ISBN 978-9491843334)

## Œuvres dans les collections publiques (sélection)
- Musée municipal d'art actuel (SMAK), Gand
- Musée d'art contemporain d'Anvers (MuHAK)
- Musée d'art à la mer (MUZEE), Ostende
- Musées royaux des beaux-arts de Belgique
- Kanal - Centre Pompidou, Bruxelles[27]